# ماتیس اتومبیل
ماتیس اتومبیل (انگلیسی: Mathis Automobile) شرکت خودروسازی فرانسوی بود، که در سال ۱۹۰۵ توسط امیل ماتیس تأسیس شد.